# Regenwaldhaus

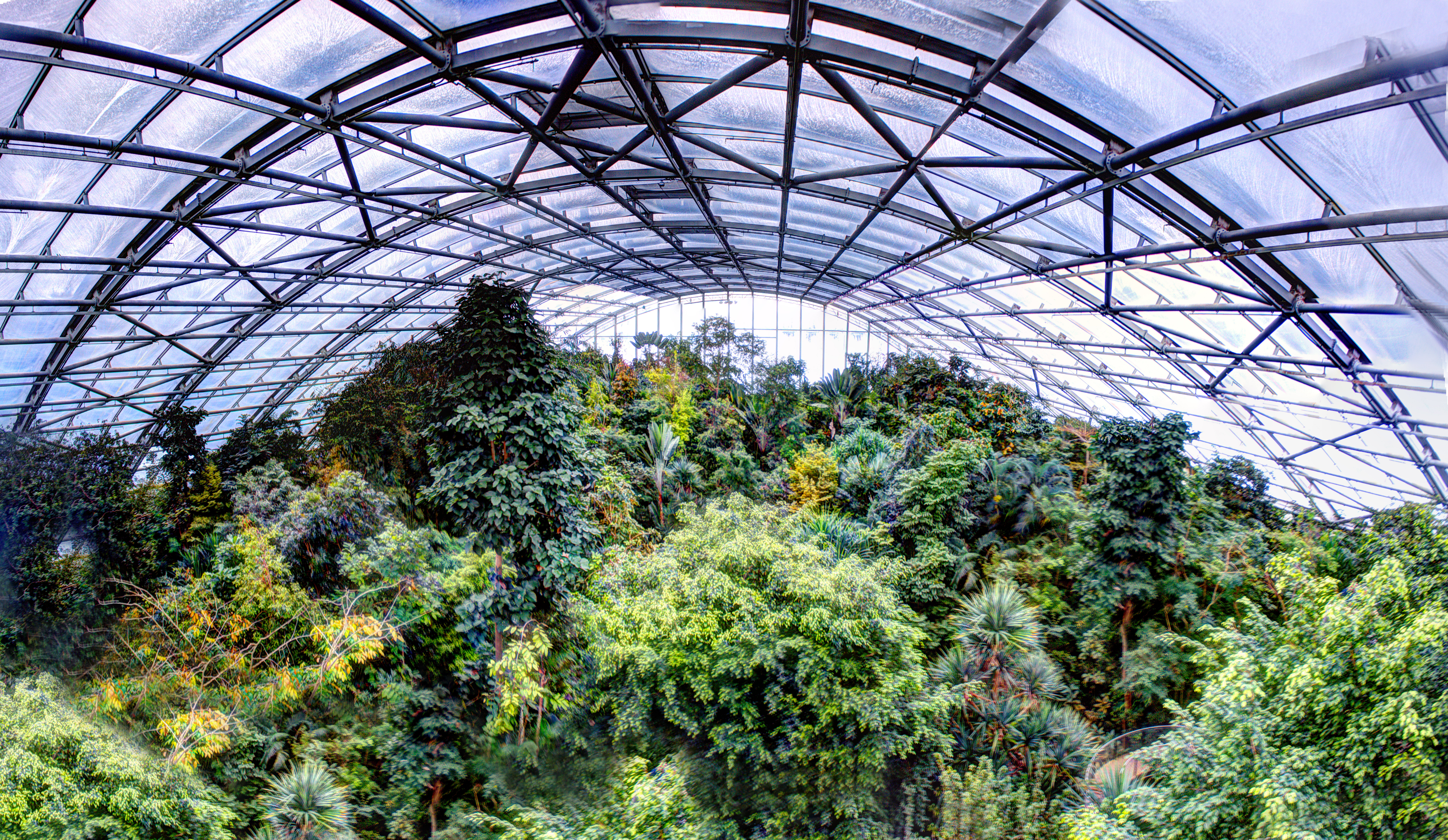
Masoala-Halle im Zoo Zürich

Ein Regenwaldhaus (auch Tropenhaus) ist eine Nachbildung des tropischen Regenwaldes, wie sie oft in botanischen und zoologischen Gärten vorkommen. Es ist eine Gewächshausanlage, mit einem künstlichen Ökosystem mit Lebensbedingungen für tropische Pflanzen- und/oder Tierarten.
Das Tropenhaus unterscheidet sich von anderen Gewächshäusern durch seine hohe Durchschnittstemperatur und den hohen Luftfeuchtegrad. Es wird aufgrund dieser Eigenschaften auch als Warmhaus bezeichnet.
Das Tropenhaus ist Heimat für Pflanzen und Tiere, die ein tropisches oder subtropisches Klima benötigen. Um möglichst optimale Lebensbedingungen zur Verfügung zu stellen, haben zoologische und botanische Gärten schon im 19. Jahrhundert begonnen, Gebäude mit künstlich aufgezogenen Ökosystemen zu errichten. Tropenhäuser sind meist als Stahlskelettbau ausgeführt und mit Glas- oder Kunststofffenstern ausgestattet. Neben einer schlank wirkenden Konstruktion ist so hauptsächlich der benötigte Lichteinfall gesichert. Zur optimalen Bewässerung, Beregnung und Belüftung der Anlage muss eine eigene, aufwendige Steuerung eingerichtet werden.
Das Innere des Gebäudes wird dem tropischen Regenwald nachempfunden und mit Vögeln, Reptilien und Amphibien bevölkert. Der Besucher hat die Möglichkeit, auf festgelegten Wegen das künstliche Ökosystem zu durchschreiten und die Zusammenhänge genauer kennenzulernen.

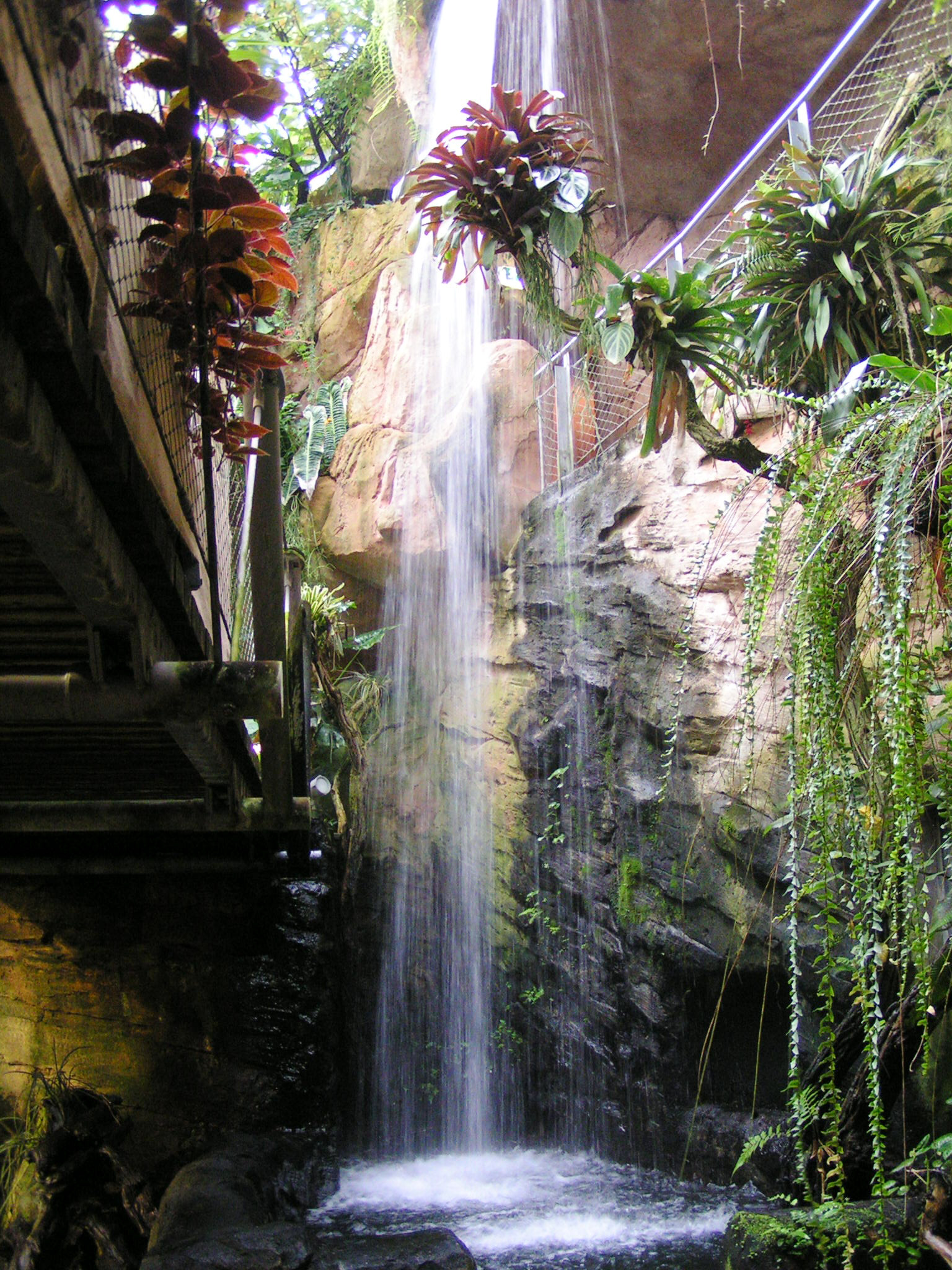
Wasserfall im ehemaligen Regenwaldhaus Hannover
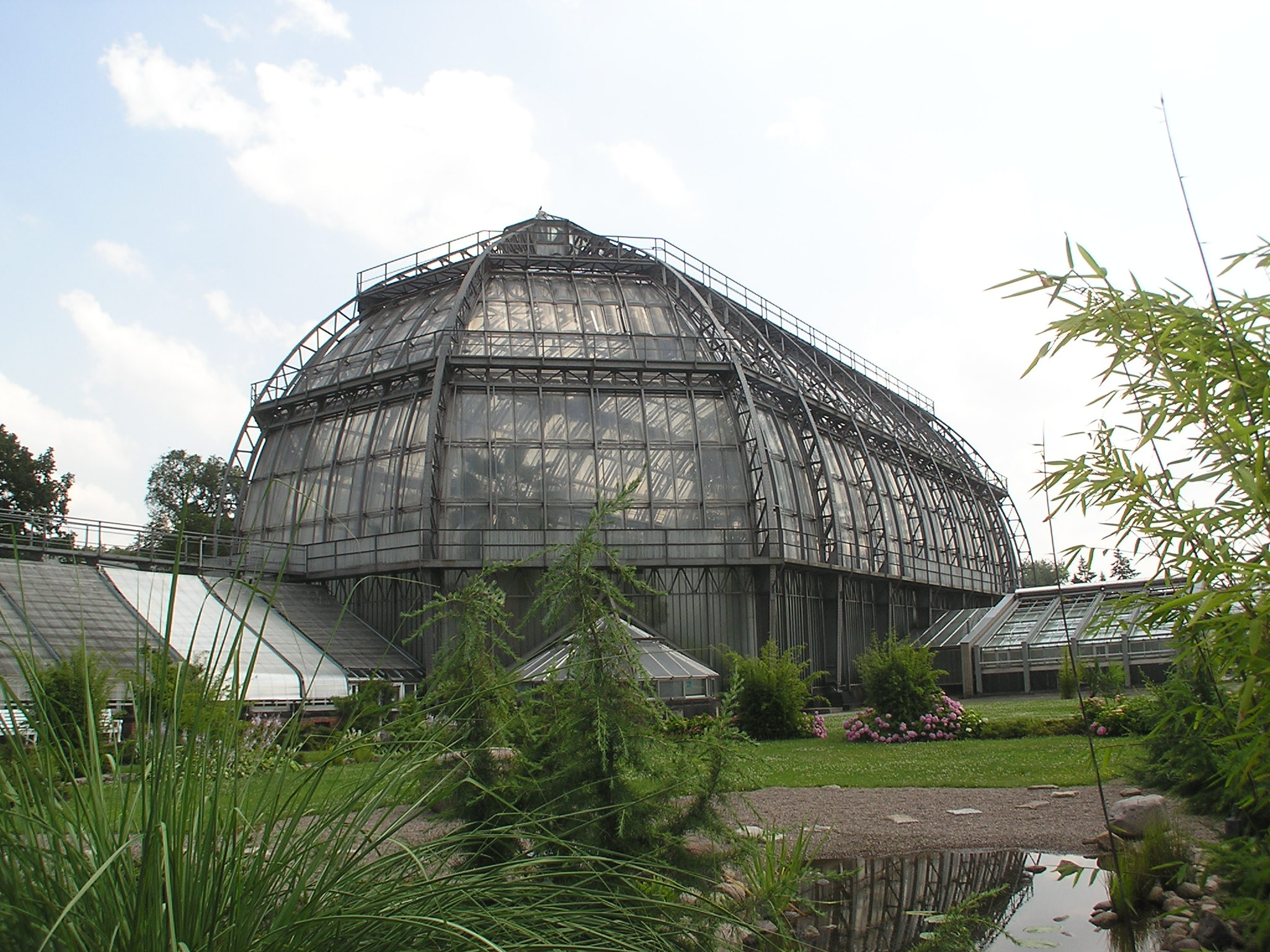
Großes Tropenhaus im Botanischen Garten Berlin
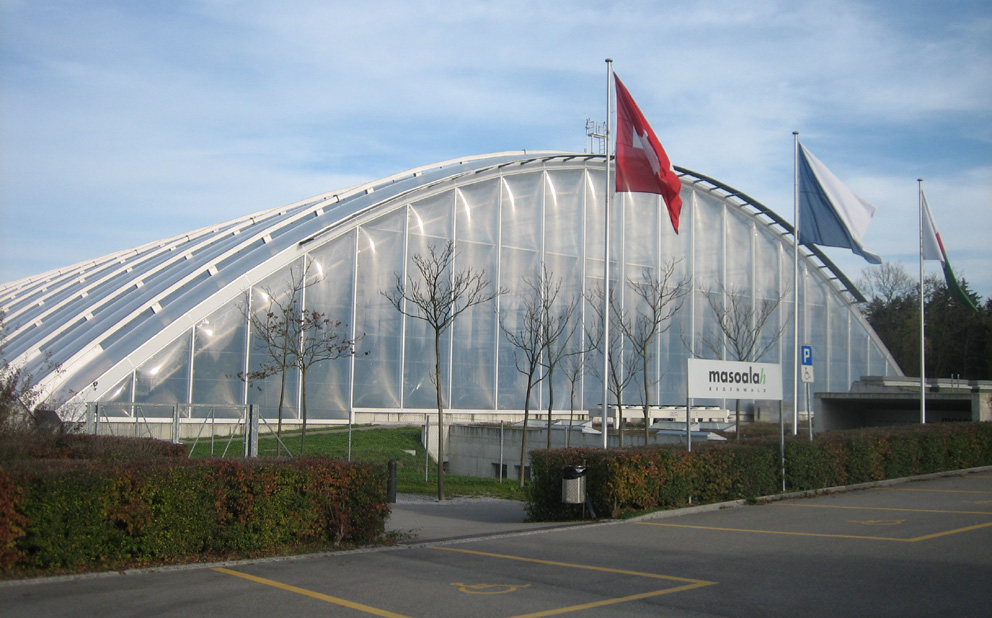
Außenansicht der Masoala-Halle im Zoo Zürich

| Name                                                 | Garten                                      | Ort               | Eröffnung | Fläche (Hektar) | Lebensraum                                          | Bemerkung                       |
| ---------------------------------------------------- | ------------------------------------------- | ----------------- | --------- | --------------- | --------------------------------------------------- | ------------------------------- |
| Meranti-Halle                                        | Allwetterzoo Münster                        | Münster           | 2023      | 0,25            |                                                     |                                 |
| Burgers’ Bush                                        | Burgers’ Zoo                                | Arnhem            | 1988      | 1,5             | Tieflandregenwälder Südamerikas, Afrikas und Asiens |                                 |
| Mangrovenhalle                                       | Burgers’ Zoo                                | Arnhem            | 2017      | 0,3             | Mangroven                                           |                                 |
| Regenwaldhaus                                        | Botanischer Garten der Universität          | Osnabrück         | 1997      | 0,06            | Zentral- und Südamerika                             |                                 |
| Amazonienhaus                                        | Wilhelma                                    | Stuttgart         | 2000      | 0,12            | Amazonas                                            |                                 |
| Der Regenwald                                        | Kölner Zoo                                  | Köln              | 2000      | 0,2             | Südostasien                                         |                                 |
| Regenwaldhaus                                        | Tiergarten Schönbrunn                       | Wien              | 2002      | > 0,1           | Berghang Südostasien                                |                                 |
| Masoala-Halle                                        | Zoo Zürich                                  | Zürich            | 2003      | 1,1             | Madagaskar                                          |                                 |
| Schauhaus Tieflandregenwald, Schauhaus Bergregenwald | Botanischer Garten                          | Zürich            | 1977      |                 |                                                     |                                 |
| Gondwanaland                                         | Zoo Leipzig                                 | Leipzig           | 2011      | 1,65            |                                                     |                                 |
| Regenwaldhaus                                        | Berggarten                                  | Hannover          | 2000      |                 |                                                     | seit 2007 ein Seealife-Aquarium |
| Biosphäre Potsdam                                    | Volkspark Potsdam                           | Potsdam           | 2001      | 0,5             |                                                     |                                 |
| Großes Tropenhaus                                    | Botanischer Garten Berlin                   | Berlin            | 1968      | 0,18            |                                                     |                                 |
| Tropenhaus                                           | Botanischer Garten der Ruhr-Universität     | Bochum            |           | 0,07            |                                                     |                                 |
| Großes Tropenhaus, Amerika-Tropenhaus                | Botanischer Garten                          | Dresden           |           |                 |                                                     |                                 |
| Tropenhaus                                           | Botanischer Garten der Universität          | Wien              | 1893      |                 |                                                     |                                 |
| Großes Tropenhaus                                    | Botanischer Garten                          | Marburg           |           | 0,05            |                                                     |                                 |
| Tropenhäuser                                         | Grugapark                                   | Essen             |           |                 |                                                     |                                 |
| Tropenhaus                                           | Botanischer Garten der Universität Würzburg | Würzburg          | 1696      |                 |                                                     |                                 |
| Tropicarium                                          | Palmengarten                                | Frankfurt am Main |           |                 |                                                     |                                 |
| Tropenhäuser                                         | Tropenzoo Bansin                            | Seebad Bansin     | 1995      |                 |                                                     |                                 |
| Tropenwaldhalle                                      | Weltvogelpark Walsrode                      | Walsrode          | 2000      |                 |                                                     |                                 |
| Tropical Islands                                     |                                             | Briesen           | 2004      | 6,6             |                                                     |                                 |
| Tropenhaus                                           | Erlebnis-Zoo                                | Hannover          |           | 0,03            |                                                     |                                 |